# Ông đồ

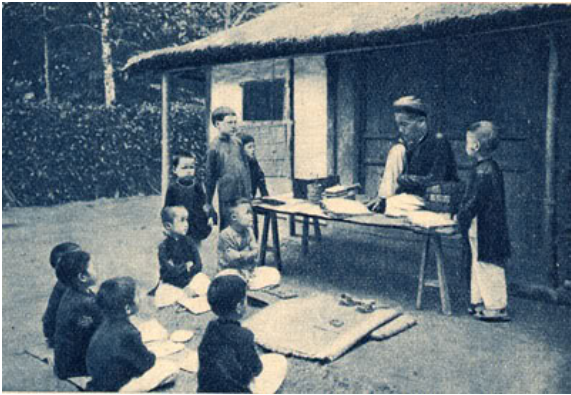
Thầy đồ dạy trẻ vào thế kỷ 19

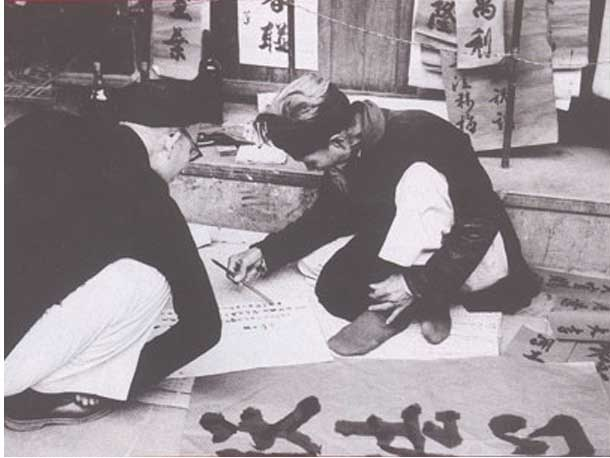
Ông đồ đang viết chữ

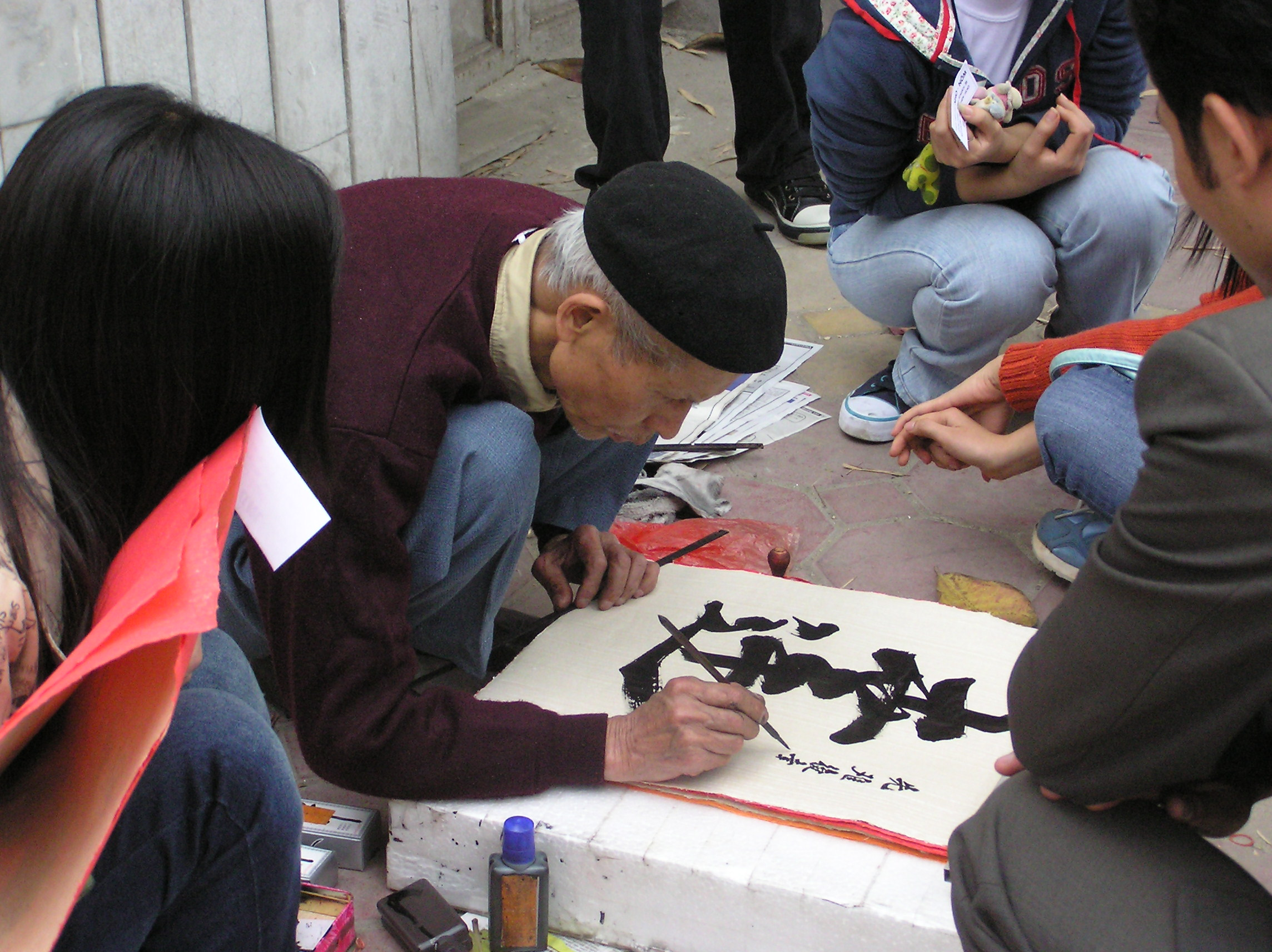
Ông đồ Văn Miếu

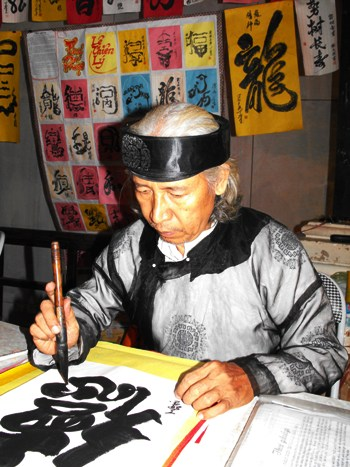
Nhà thư pháp "Lê Thiên Lý", một "ông đồ" ở xã hội ngày nay

Trong nền khoa cử Nho học, những người học sinh (anh khóa) đã thi qua 3 kỳ thi đỗ Tú Tài (trước 1828 gọi là Sinh đồ) - tên dân gian gọi là ông Đồ. Lúc đó, những sinh đồ tuy là đậu những kỳ thi cấp thấp hoặc thi không đỗ đạt, nhưng chưa đủ cao để được nhà nước quân chủ và phong kiến bổ làm quan, họ hoặc là phải học thêm để thi những kỳ thi cao hơn được tổ chức sau đó (như là thi Hội và thi Đình, xem thêm tại bài Khoa bảng Việt Nam), hay là tạm kiếm sống bằng những nghề dạy học (còn gọi là "thầy đồ"), viết thuê,... Trong thời chuyển đổi sang tân học, học chữ Quốc ngữ mà không còn học chữ Hán nữa, những ông đồ không có việc làm đã sinh sống bằng nghề viết chữ thuê, như trong bài thơ "Ông đồ" của Vũ Đình Liên.

Mỗi năm hoa đào nở
Lại thấy ông đồ già
Bày mực tàu giấy đỏ
Bên phố đông người qua

Bao nhiêu người thuê viết
Tấm tắc ngợi thiên tài:
"Hoa tay thảo những nét
Như phượng múa, rồng bay"
.......
Ông đồ, Vũ Đình Liên
Ngày nay, chữ "ông đồ" cũng được dùng để gọi những người có liên quan hay là có tiếp xúc với chữ Hán, với nền văn hóa Nho giáo, chẳng hạn những người viết chữ thư pháp hàng năm  vào dịp Tết hay là những người nghiên cứu Hán-Nôm.

## Phố Ông Đồ
Ảnh hưởng của nền văn hóa Nho giáo về hình ảnh "Ông Đồ" cho đến nay vẫn còn được lưu giữ qua hình ảnh các "Phố Ông Đồ" tại Hà Nội và Thành phố Hồ Chí Minh, nhằm tôn vinh và gìn giữ một giá trị văn hóa truyền thống của người Việt. Nhận xét về các "Phố Ông Đồ" này, Nhà báo, Thạc sĩ văn hóa Nguyễn Thành Luân cho rằng, cũng giống như không gian hồ Văn, Văn Miếu - Quốc Tử Giám (Hà Nội) được biết đến như “Làng sĩ tử” ở phía Bắc thì ở Phố Ông Đồ ở Thành phố Hồ Chí Minh (tọa lạc tại góc đường Nguyễn Thị Minh Khai và Phạm Ngọc Thạch, quận 1) cũng có những nét riêng có rất độc đáo. Về lịch sử của Phố Ông Đồ tại Thành phố Hồ Chí Minh gắn liền cùng với tục xin chữ ở vùng đất Nam bộ bắt nguồn từ thế kỷ thứ 17, tức có từ thời chúa Nguyễn vào khai phá vùng đất phương Nam, cùng với các đợt người Việt (người Kinh từ miền Bắc, miền Trung) di cư vào theo. Tuy nhiên, phải đến cuối thế kỷ 17 khi người Hoa đến quy thuận chúa Nguyễn và bắt đầu quá trình khai phá và định cư ở Biên Hoà - Đồng Nai thì tục xin chữ đã được chính các cộng đồng người Hoa, người Việt (miền Bắc, di cư đến trước đó) cùng với người bản địa (Khmer, Chăm,...) cùng nhau duy trì, giữ gìn thường xuyên cho đến ngày nay, nhất là vào các dịp Tết cổ truyền và đầu năm. Do đó, quá trình cộng cư lâu dài bên nhau, cùng việc ảnh hưởng, giao lưu văn hóa giữa người Việt, người Hoa với người bản địa đã tạo ra yếu tố đa văn hóa ở vùng đất Nam bộ và cũng ảnh hưởng ít nhiều đến nét đặc trưng riêng của tục xin chữ ở đây.
Ông Đồ được nhắc đến trong một bài thơ cùng tên của Vũ Đình Liên với một cảm xúc đầy tiếc nuối cho một di sản văn hóa Việt Nam như ông Đồ bị lụi tàn.